# McLaren MP4/2
McLaren MP4/2 — гоночный автомобиль Формулы-1, разработанный Джоном Барнардом для команды McLaren. Принимал участие в Чемпионатах мира Формулы-1 сезонов 1984, 1985 (MP4/2B) и 1986 (MP4/2C) годов.

## История
Шасси MP4/2 стало развитием модели MP4/1E 1983 года. Выиграв за 3 года 2 Кубка конструкторов и 3 чемпионских титула, болид стал самым успешным за всю историю Формулы-1.
Машина стала одной из первых, целиком сделанных из углепластикового волокна, вслед за Lotus. Силовая установка представляла собой двигатель TAG Porsche V6 с турбонаддувом, впервые использованный в завершающих этапах сезона 1983 по настоянию Ники Лауды, который уверял, что с этим двигателем возможно будет бороться за чемпионат. Предчувствие не обмануло австрийца.
MP4/2 был одним из первых болидов, использовавшим карбоновые тормозные диски, что давало преимущество над соперниками. Это, вкупе с эффективным потреблением топлива и мастерством Лауды и Проста, позволило команде McLaren одержать 12 побед в сезоне 1984 — на тот момент это было наивысшим достижением отдельно взятой команды. Лауда опередил Проста в чемпионате всего на пол-очка в финальной гонке сезона, несмотря на то, что у Проста было 7 побед против 5 у австрийца. Зачастую гонщики McLaren были единственными, финишировавшими в пределах одного круга — настолько большим было их преимущество над соперниками. Команда завоевала Кубок Конструкторов, уверенно опередив Ferrari. Несмотря на то, что болид не был самым быстрым — в квалификации часто уступал Brabham с турбодвигателями BMW — он являлся самым надёжным и прочным, что и предопределило его успешную карьеру.
В 1985 году была улучшена аэродинамика, изменены обводы болида, переделаны антикрылья (согласно новым правилам), TAG провёл работу по улучшению двигателя. Пришлось также переделать подвеску в связи с переходом на покрышки Goodyear вместо Michelin. Новое шасси получило обозначение MP4/2B. Однако в 1985-м борьба была довольно оживлённая — Микеле Альборето из Ferrari сражался с Простом весь сезон до тех пор, пока превосходная надёжность McLaren не позволила одержать победу как в общем зачёте, так и в Кубке Конструкторов: Прост оформил свой первый титул с 5-ю победами, а McLaren — третий по счёту Кубок Конструкторов и второй подряд. Лауда по окончании сезона покинул Формулу-1, однако напоследок одержал победу в Нидерландах.

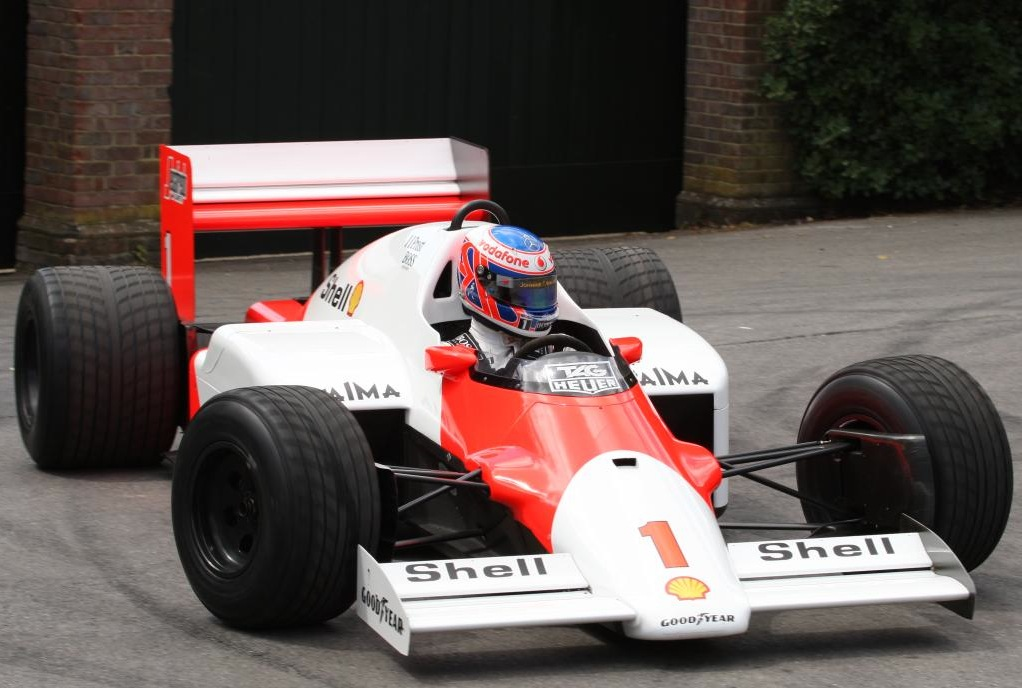
Дженсон Баттон управляет MP4/2C Алена Проста во время «Фестиваля скорости» в Гудвуде, 2010 год.

Господство MP4/2 прекратилось в 1986 году, когда партнёром Проста стал финн Кеке Росберг. К этому времени статус лучшего болида захватил Williams FW11, а MP4/2 заметно сбавил темп по сравнению с прошлым годом. В Williams в пару к Найджелу Мэнселлу пришёл Нельсон Пике и оба устроили между собой сражение за победу в чемпионате, в то время как Прост мудро набирал очки и сумел отобрать у пилотов Williams 4 победы. Второй титул Прост завоевал прежде всего благодаря расчёту, а не скорости, поскольку стало ясно, что лучшие дни двигателя TAG Porsche, увы, в прошлом.
За свою трёхлетнюю карьеру MP4/2 выиграл 22 Гран-при (Прост — 16, Лауда — 6), завоевал 7 поулов (Прост — 6, Росберг — 1) и набрал 329 очков.

## Результаты в гонках
| Год  | Шасси          | Двигатель       | Шины | Пилоты  | 1    | 2    | 3    | 4    | 5    | 6    | 7    | 8    | 9    | 10   | 11   | 12   | 13  | 14   | 15   | 16   | Место | Очки |       |
| ---- | -------------- | --------------- | ---- | ------- | ---- | ---- | ---- | ---- | ---- | ---- | ---- | ---- | ---- | ---- | ---- | ---- | --- | ---- | ---- | ---- | ----- | ---- | ----- |
| 1984 | McLaren MP4/2  | TAG Porsche V6T | M    |         |      | БРА  | ЮАР  | БЕЛ  | САН  | ФРА  | МОН  | КАН  | ДЕТ  | ДАЛ  | ВЕЛ  | ГЕР  | АВТ | НИД  | ИТА  | ЕВР  | ПОР   | 1    | 143,5 |
| 1984 | McLaren MP4/2  | TAG Porsche V6T | M    | Прост   | 1    | 2    | Сход | 1    | 7    | 1    | 3    | 4    | Сход | Сход | 1    | Сход | 1   | Сход | 1    | 1    |       | 1    | 143,5 |
| 1984 | McLaren MP4/2  | TAG Porsche V6T | M    | Лауда   | Сход | 1    | Сход | Сход | 1    | Сход | 2    | Сход | Сход | 1    | 2    | 1    | 2   | 1    | 4    | 2    |       | 1    | 143,5 |
| 1985 | McLaren MP4/2B | TAG Porsche V6T | G    |         |      | БРА  | ПОР  | САН  | МОН  | КАН  | ДЕТ  | ФРА  | ВЕЛ  | ГЕР  | АВТ  | НИД  | ИТА | БЕЛ  | ЕВР  | ЮАР  | АВС   | 1    | 90    |
| 1985 | McLaren MP4/2B | TAG Porsche V6T | G    | Лауда   | Сход | Сход | 4    | Сход | Сход | Сход | Сход | Сход | 5    | Сход | 1    | Сход | НС  |      | Сход | Сход |       | 1    | 90    |
| 1985 | McLaren MP4/2B | TAG Porsche V6T | G    | Уотсон  |      |      |      |      |      |      |      |      |      |      |      |      |     | 7    |      |      |       | 1    | 90    |
| 1985 | McLaren MP4/2B | TAG Porsche V6T | G    | Прост   | 1    | Сход | ДСК  | 1    | 3    | Сход | 3    | 1    | 2    | 1    | 2    | 1    | 3   | 4    | 3    | Сход |       | 1    | 90    |
| 1986 | McLaren MP4/2C | TAG Porsche V6T | G    |         |      | БРА  | ИСП  | САН  | МОН  | БЕЛ  | КАН  | ДЕТ  | ФРА  | ВЕЛ  | ГЕР  | АВТ  | ИТА | ПОР  | ЕВР  | МЕК  | АВС   | 2    | 96    |
| 1986 | McLaren MP4/2C | TAG Porsche V6T | G    | Прост   | Сход | 3    | 1    | 1    | 6    | 2    | 3    | 2    | 3    | 6    | Сход | 1    | ДСК | 2    | 2    | 1    |       | 2    | 96    |
| 1986 | McLaren MP4/2C | TAG Porsche V6T | G    | Росберг | Сход | 4    | 5    | 2    | Сход | 4    | Сход | 4    | Сход | 5    | Сход | 9    | 4   | Сход | Сход | Сход |       | 2    | 96    |

| Легенда к таблице |                                                                    |
| --- | ------------------------------------------------------------------ |
| В таблице перечислены результаты всех Гран-при Формулы-1, в которых использовался автомобиль. Строками таблицы являются сезоны, столбцами — этапы чемпионата мира. В каждой клетке указаны сокращённое название этапа и результат, дополнительно обозначенный цветом. Расшифровка обозначений и цветов представлена в нижеследующей таблице. |                                                                    |
| \| Пример \| Описание \| \| ------------ \| ------------------------------------------------------------------ \| \| 1 \| Победитель \| \| 2 \| Второе место \| \| 3 \| Третье место \| \| 5 \| Финишировал, заработав очки \| \| Сход \| Не финишировал, но при этом заработал очки \| \| 12 \| Финишировал, не получив очков \| \| НКЛ \| Финишировал, но не попал в финальную классификацию \| \| 15 \| Участвовал вне зачёта, либо по отдельной классификации \| \| 18 \| Не финишировал, но попал в финальную классификацию \| \| Сход \| Не финишировал \| \| НКВ \| Не прошёл квалификацию \| \| НПКВ \| Не прошёл предквалификацию \| \| ДСК \| Дисквалифицирован \| \| ИСК \| Исключён из протокола соревнований \| \| ТТ \| Заявлен для участия только в тренировках \| \| НС \| Участвовал в квалификации, но не стартовал в гонке \| \| Т \| Травмирован или болен \| \| ОТК \| Отказ от участия \| \| НТР \| Прибыл на соревнования, но на трассу не выезжал \| \| НПР \| Был заявлен в числе участников, но не прибыл к началу соревнований \| \| О \| Соревнования отменены \| \| \| Не участвовал \| \| Поул-позиция \| \| \| Быстрый круг \| \| |                                                                    |
| Пример | Описание                                                           |
| 1 | Победитель                                                         |
| 2 | Второе место                                                       |
| 3 | Третье место                                                       |
| 5 | Финишировал, заработав очки                                        |
| Сход | Не финишировал, но при этом заработал очки                         |
| 12 | Финишировал, не получив очков                                      |
| НКЛ | Финишировал, но не попал в финальную классификацию                 |
| 15 | Участвовал вне зачёта, либо по отдельной классификации             |
| 18 | Не финишировал, но попал в финальную классификацию                 |
| Сход | Не финишировал                                                     |
| НКВ | Не прошёл квалификацию                                             |
| НПКВ | Не прошёл предквалификацию                                         |
| ДСК | Дисквалифицирован                                                  |
| ИСК | Исключён из протокола соревнований                                 |
| ТТ | Заявлен для участия только в тренировках                           |
| НС | Участвовал в квалификации, но не стартовал в гонке                 |
| Т | Травмирован или болен                                              |
| ОТК | Отказ от участия                                                   |
| НТР | Прибыл на соревнования, но на трассу не выезжал                    |
| НПР | Был заявлен в числе участников, но не прибыл к началу соревнований |
| О | Соревнования отменены                                              |
| | Не участвовал                                                      |
| Поул-позиция |                                                                    |
| Быстрый круг |                                                                    |